# くめ・クオリティ・プロダクツ
くめ・クオリティ・プロダクツ株式会社（Kume Quality Products）はかつて存在した日本の納豆ブランドメーカー。本社は茨城県常陸太田市に、茨城県、東京都、群馬県、大阪府、愛知県に営業所を置いていた。

## 沿革
出典：
- 1952年 - 創業。
- 1972年2月 - 有限会社くめ納豆店を設立して、法人化。
- 1984年9月 - 有限会社くめ納豆店が、有限会社くめ食品工業に商号（社名）変更。販売部門を別会社とし、株式会社くめ納豆店を設立。
- 1987年 - 株式会社くめ納豆店が、くめ・クオリティ・プロダクツ株式会社に商号（社名）変更。
- 1993年7月 - くめ・クオリティ・プロダクツが、有限会社くめ食品工業の製造部門を吸収して、製造販売業となる。3,000万円を増資し、資本金4000万円とする。
- 1997年 - 研究施設と工場、コミュニケーションルームを併設した「こしらえの丘」が落成。
- 2009年8月 - 民事再生手続の開始を申し立て。

## 民事再生手続きによる再建
2009年8月25日に、東京地裁へ民事再生法の適用を申請。負債総額は約110億円。少子高齢化により日本国内市場が縮小する中、食品製造大手のミツカンが参入してさらに納豆の販売競争は激化。業績が低迷して事業譲渡を検討していたが、ミツカンが営業権を、ミツカングループ本社が商標権をそれぞれ買い取る事で基本合意し、「くめ納豆」ブランドでの販売は継続されることとなった。従業員組合が出資し設立した新会社・金砂郷食品株式会社が常陸太田市にある本社工場と高柿工場を引き継ぎ、ミツカンが同社に製造を委託している。
2009年9月24日開催の債権者説明会で、数年に渡って粉飾決算が行われていたことを明らかにしており、今後の再建への影響が生じる可能性がある。

## 主な商品（ブランド）
- 納豆
  - 丹精
  - 味道楽
  - 秘伝金印
  - もろみ酢だれ納豆
  - 黒米入り黒豆納豆
- テンペ

## マーケティング・ブランディング

### くめ納豆倶楽部
公式ファンクラブ「くめ納豆倶楽部」を設け、その名誉会員にはPENICILLIN、東海林のり子が在籍していた。

### テレビ・ラジオ提供番組(過去)
- くめ納豆倶楽部（茨城放送「たかとりじゅんのビタミンJ!」内 金曜11:12 - ）

## 注
1. ↑  沿革(インターネットアーカイブ沿革)
2. 1 2  帝国データバンク - 大型倒産速報「くめ・クオリティ・プロダクツ株式会社」2009年8月25日 Archived 2009年9月8日, at the Wayback Machine.
3. ↑  読売新聞「「くめ納豆」事業譲渡へ」2009年8月1日[リンク切れ]
4. ↑  ミツカン-報道資料「「くめ納豆」製品の販売にむけた基本合意について」2009年8月25日
5. ↑  金砂郷食品株式会社 会社案内
6. ↑  「くめ納豆」が粉飾決算、民事再生にも影響 Yomiuri Online・2009年9月25日[リンク切れ]